# Raión de Zolochiv (Járkov)
Zolochiv (en ucraniano: Золочівський район) es un raión o distrito de Ucrania en el óblast de Járkov. 
Comprende una superficie de 969 km².
La capital es la ciudad de Zolochiv.

## Demografía
Según estimación 2010 contaba con una población total de 27705 habitantes.

## Otros datos
El código KOATUU es 6322600000. El código postal 62200 y el prefijo telefónico +380 5764.